# Huntley (Illinois)
Huntley è un villaggio degli Stati Uniti d'America, situato nello Stato dell'Illinois, diviso tra la contea di McHenry e la contea di Kane.